# Wajima
Wajima (輪島市 Wajima-shi?) es una ciudad ubicada en la prefectura de Ishikawa, Japón. A 31  de enero de  2018, la ciudad tenía una población estimada de 27,698 en 12768 hogares, y una densidad de población de 65 personas por km², en 29,304 hogares. El área total de la ciudad era de 426,32 kilómetros cuadrados (164,6 mi²).

## Demografía
Según los datos del censo japonés, la población de Wajima ha disminuido en los últimos 40 años. 
| Año del censo | Población |
| ------------- | --------- |
| 1970          | 48,220    |
| 1980          | 45,115    |
| 1990          | 40,309    |
| 2000          | 34,531    |
| 2010          | 29,858    |

## Clima
Wajima tiene un clima continental húmedo (Köppen Cfa) caracterizado por veranos suaves e inviernos fríos con fuertes nevadas. La temperatura media anual en Wajima es de 13,4 grados Celsius (56,1 °F)     . La precipitación media anual es de 2300 milímetros (90,6 plg) con septiembre como el mes más lluvioso. Las temperaturas son más altas en promedio en agosto, alrededor de 25,6 grados Celsius (78,1 °F), y el más bajo en enero, alrededor de 2,9 grados Celsius (37,2 °F).
| Parámetros climáticos promedio de Wajima, Ishikawa (1981-2010) | Parámetros climáticos promedio de Wajima, Ishikawa (1981-2010) | Parámetros climáticos promedio de Wajima, Ishikawa (1981-2010) | Parámetros climáticos promedio de Wajima, Ishikawa (1981-2010) | Parámetros climáticos promedio de Wajima, Ishikawa (1981-2010) | Parámetros climáticos promedio de Wajima, Ishikawa (1981-2010) | Parámetros climáticos promedio de Wajima, Ishikawa (1981-2010) | Parámetros climáticos promedio de Wajima, Ishikawa (1981-2010) | Parámetros climáticos promedio de Wajima, Ishikawa (1981-2010) | Parámetros climáticos promedio de Wajima, Ishikawa (1981-2010) | Parámetros climáticos promedio de Wajima, Ishikawa (1981-2010) | Parámetros climáticos promedio de Wajima, Ishikawa (1981-2010) | Parámetros climáticos promedio de Wajima, Ishikawa (1981-2010) | Parámetros climáticos promedio de Wajima, Ishikawa (1981-2010) |
| Mes                                                            | Ene.                                                           | Feb.                                                           | Mar.                                                           | Abr.                                                           | May.                                                           | Jun.                                                           | Jul.                                                           | Ago.                                                           | Sep.                                                           | Oct.                                                           | Nov.                                                           | Dic.                                                           | Anual                                                          |
| -------------------------------------------------------------- | -------------------------------------------------------------- | -------------------------------------------------------------- | -------------------------------------------------------------- | -------------------------------------------------------------- | -------------------------------------------------------------- | -------------------------------------------------------------- | -------------------------------------------------------------- | -------------------------------------------------------------- | -------------------------------------------------------------- | -------------------------------------------------------------- | -------------------------------------------------------------- | -------------------------------------------------------------- | -------------------------------------------------------------- |
| Temp. máx. media (°C)                                          | 6.1                                                            | 6.5                                                            | 9.9                                                            | 15.9                                                           | 20.3                                                           | 23.5                                                           | 27.5                                                           | 29.8                                                           | 25.8                                                           | 20.5                                                           | 14.8                                                           | 9.4                                                            | 17.5                                                           |
| Temp. media (°C)                                               | 3.1                                                            | 3.1                                                            | 5.7                                                            | 11.0                                                           | 15.7                                                           | 19.6                                                           | 23.9                                                           | 25.7                                                           | 21.6                                                           | 15.9                                                           | 10.5                                                           | 6.0                                                            | 13.5                                                           |
| Temp. mín. media (°C)                                          | 0.2                                                            | -0.2                                                           | 1.5                                                            | 5.9                                                            | 11.1                                                           | 16.0                                                           | 20.6                                                           | 22.0                                                           | 17.8                                                           | 11.5                                                           | 6.4                                                            | 2.5                                                            | 9.6                                                            |
| Precipitación total (mm)                                       | 212.3                                                          | 141.7                                                          | 133.3                                                          | 113.2                                                          | 127.6                                                          | 163.4                                                          | 201.8                                                          | 155.8                                                          | 213.5                                                          | 156.4                                                          | 227.9                                                          | 253.6                                                          | 2100.5                                                         |
| Nevadas (cm)                                                   | 84                                                             | 71                                                             | 17                                                             | 0                                                              | 0                                                              | 0                                                              | 0                                                              | 0                                                              | 0                                                              | 0                                                              | 1                                                              | 27                                                             | 200                                                            |
| Horas de sol                                                   | 43.3                                                           | 64.5                                                           | 127.4                                                          | 187.5                                                          | 201.9                                                          | 157.2                                                          | 156.1                                                          | 206.8                                                          | 138.2                                                          | 142.0                                                          | 88.4                                                           | 51.6                                                           | 1564.9                                                         |
| Humedad relativa (%)                                           | 74                                                             | 73                                                             | 71                                                             | 70                                                             | 73                                                             | 79                                                             | 81                                                             | 79                                                             | 79                                                             | 76                                                             | 75                                                             | 75                                                             | 75.4                                                           |
| Fuente: Japan Meteorological Agency                            |                                                                |                                                                |                                                                |                                                                |                                                                |                                                                |                                                                |                                                                |                                                                |                                                                |                                                                |                                                                |                                                                |

## Historia
El área alrededor de Wajima era parte de la antigua provincia de Noto y era un destacado puerto marítimo para el comercio con el continente asiático. 
El 25 de marzo de 2007, el terremoto de Noto causó una muerte, entre 279 y 356 heridos (26 de ellos de gravedad) y daños a propiedades en Wajima y otras partes de la prefectura de Ishikawa. Alrededor de 6.056 casas resultaron afectadas por el terremoto, 476 de ellas quedaron completamente destruidas.
El 1 de enero de 2024, el terremoto de Noto azotó la ciudad y un incendio posterior destruyó muchas estructuras en el centro de la ciudad.En febrero, tras el terremoto retornan las clases de primaria y secundaria.

## Economía
La pesca comercial, el turismo, la agricultura y la producción de artículos lacados son pilares de la economía local.

## Atracciones locales

### Laca Wajima
La ciudad es conocida en Japón por sus artículos lacados, llamados Wajima-nuri ( japonés :輪島塗).

### Mercado de Wajima
El mercado de Wajima ( japonés :輪島朝市) está abierto todos los días excepto el segundo miércoles y el cuarto miércoles de cada mes (y del 1 al 3 de enero de cada año). 

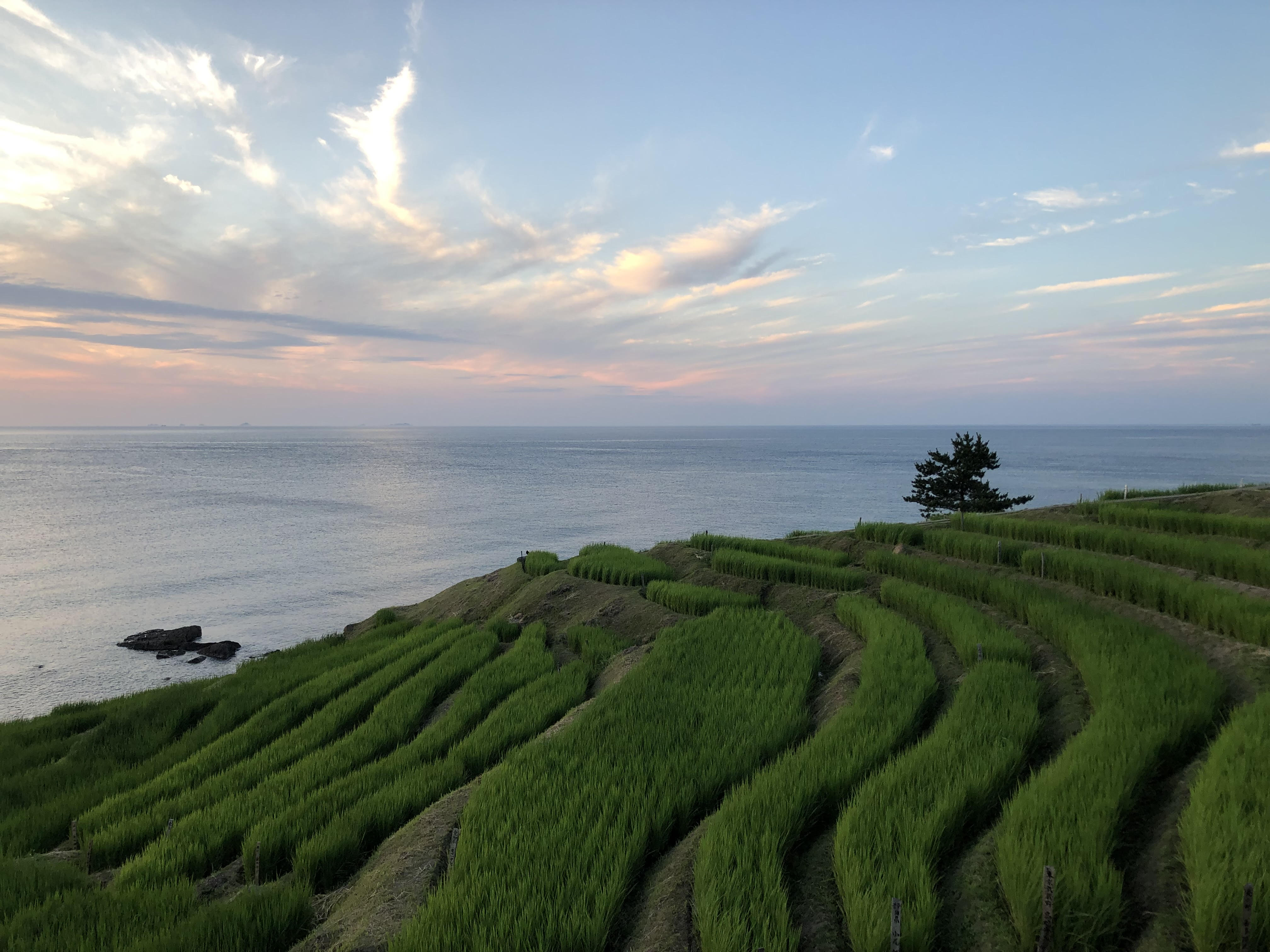
Campos de arroz de Shiroyone Senmaida.

### 1000 arrozales
Los campos de arroz de Shiroyone Senmaida "1000 arrozales" ( japonés :千枚田, romanizado :  Senmaida) es uno de los lugares más pintorescos de Ishikawa. En realidad, hay 1.004 campos que pertenecen a familias y los cuidan, o bien los alquilan y cuidan los lugareños. Cada año, durante la última semana de septiembre, se sortean los nombres de dos parejas como parte de una lotería a nivel nacional para celebrar su ceremonia de boda en Senmaida. 

### Museo Kiriko
El museo de linternas kiriko ( japonés :キリコ) de Wajima está abierto todos los días del año de 8:00 a. m. a 5:00 p. m. (de 8:30 a. m. a 4:00 p. m. de diciembre a febrero). Kiriko son grandes faroles de papel tradicionales de la zona.

## Transporte

### Aeropuerto
- Aeropuerto de Noto

### Ferrocarriles
No hay líneas de ferrocarril en la ciudad. La estación más cercana es la estación Anamizu.

### Autobús
- Autobús Hokutetsu Noto (Grupo ferroviario Hokuriku).
- Autobús Hokutetsu Oku-Noto (Grupo ferroviario Hokuriku).
- Autobús Noranke (autobús comunitario).

## Gobierno
Wajima tiene una forma de gobierno de alcalde-consejo con un alcalde elegido directamente y una legislatura municipal unicameral de 20 miembros.